# 阿葰·卡浦爾
阿葰·卡浦爾（1985年6月26日—）是印度寶萊塢男演員。在2012年以電影《Ishaqzaade》出道之前，他曾經擔任助理導演及助理監制。《Ishaqzaade》使他獲得了印度電影觀眾獎的最佳男新人提名。
卡浦爾的父親博尼·卡浦爾是宝莱坞有名的电影監制，而母親Mona Shourie Kapoor則是一名企業家。他的叔叔安尼·卡浦爾及表親松楠·卡浦爾均是知名演員。卡浦爾還有一名妹妹Anshula。他的父母在1996年離婚後，博尼同年再婚，對象是印度影后詩麗黛瑋。透过詩麗黛瑋，卡浦爾还在兩名同父異母的妹妹：Janhvi和Khushi。卡浦爾的生母在2012年因癌症逝世而他曾在訪問中表示自己和繼母詩麗黛瑋及她的女兒們並沒有任何關係。

## 外部連結
- 阿葰·卡浦爾在互联网电影资料库（IMDb）上的資料（英文）